# Абдулла-паша (володар Іраку)
Абдулла-паша (*араб. عبد الله باشا, осман. عبد الله پاشا; д/н — 1777) — 6-й правитель Мамлюцького Ірака в 1776—1777 роках.

## Життєпис
Походження достеменно невідомо. Знано, що був мамлюком. Основні відомості відносять до 1776 року. На той час він обіймав посаду валі еялету Діярбекір. За наказом османського султана Абдул-Гаміда I спільно з Мустафою-пашею, валі Ракки, і Сулейманом-пашею, валі Мосула, виступив проти Омара-паші, правителя Іраку, який на той час зазнав поразок від персів і стикнувся з внутрішніми заворушеннями. Багдад взяли в облогу, невдовзі Омар-паша загинув. Абулла-паша повернувся до Діярбакіру.
Через півроку дістав наказ султана виступити проти Мустафи-паші, який став валі Багдаду. Того було переможено й страчено. Абдуллу призначають валі Багдадського еялету. Проте вже на початку 1777 року він раптово помер. Почалася боротьба між мамлюком Мухамедом аль-Аджи і яничаром Ісмаїл-агою. Через 5 місяців в справу втрутився султан, який призначив валі Багдаду Гасан-пашу.